# Przechód (województwo opolskie)

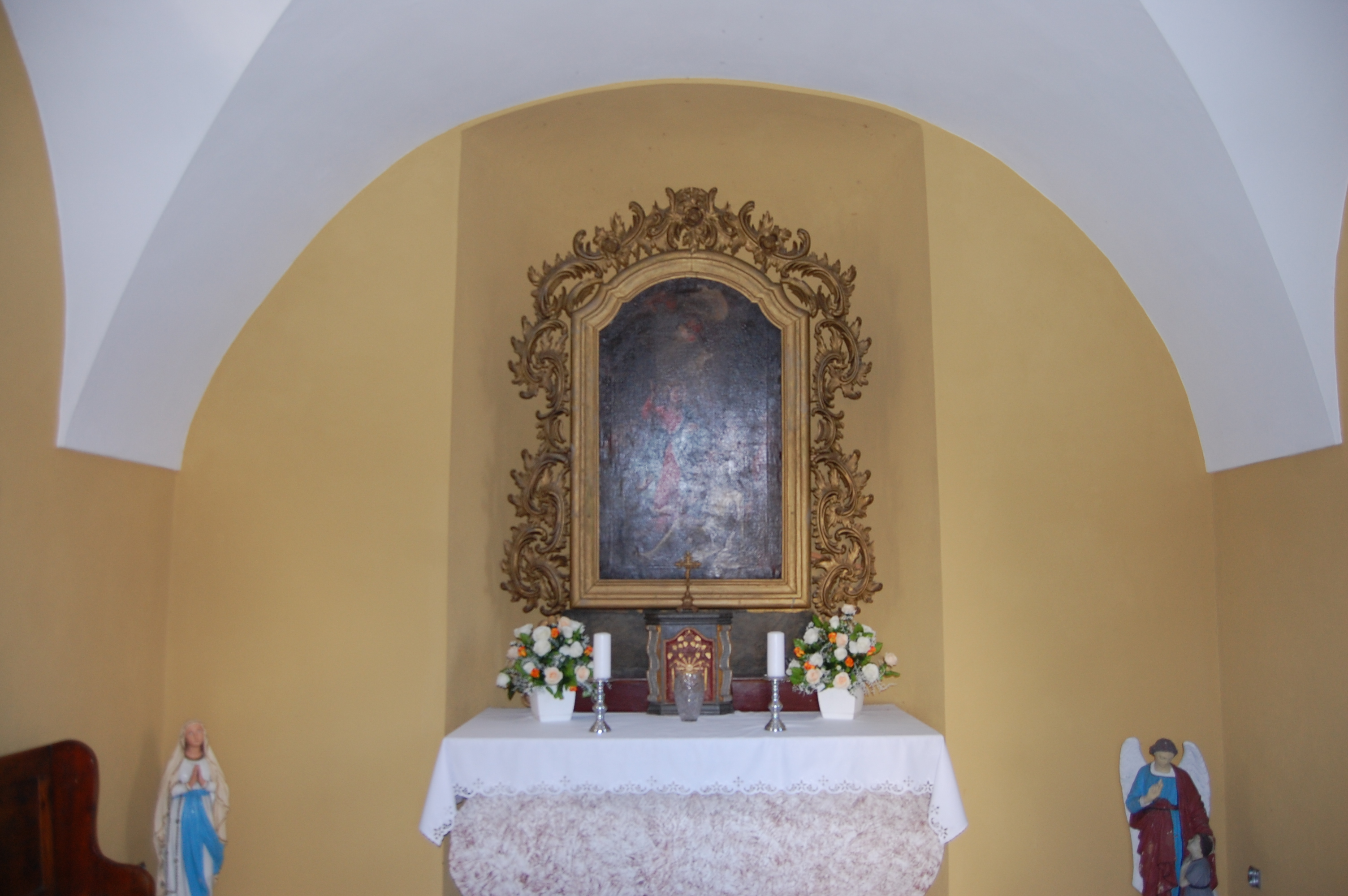
Wnętrze kaplicy św. Łazarza w Przechodzie.

Przechód (niem. Psychod, 1936–1945 Waldfurt)– wieś w Polsce położona w województwie opolskim, w powiecie nyskim, w gminie Korfantów. Historycznie leży na Górnym Śląsku, na ziemi prudnickiej.
W latach 1945–1954 miejscowość należała do gminy Łącznik w powiecie prudnickim. W latach 1975–1998 miejscowość należała administracyjnie do ówczesnego województwa opolskiego.

## Opis
Wieś zaliczana jest do ulicówek, z zagrodami po obu stronach ulicy, z przysiółkami i niwowym układem pól. Obszar zajmowany przez wieś jest w większości równinny, z niewielkimi wzniesieniami, które posiadają zwyczajowe nazwy np.: Górka Sowińska, Górka Balzerowa i Góra Czarownic. Przechód podzielony jest umownie i zgodnie z tradycją na dzielnice, a ich nazwy to: Kozówka, Rynek, Zamłynie, Górka Sowińska, Wilcze, Wygon, Podgórze, Za szkołą, Hulica, Smolarnia, Trzy Chałupy, Ulica Chrzelicka.
Ochotnicza Straż Pożarna w Przechodzie, wraz z pozostałymi organizacjami i mieszkańcami wsi jest organizatorem Międzynarodowego Turnieju Piłki Prądowej – Wasserball, imprezy która została na stałe wpisana do kalendarza imprez województwa opolskiego. Coroczny turniej odbywa się w ostatni weekend lipca. 
W latach 1950–1970 liczba mieszkańców utrzymywała się w granicach około 1450 – 1500. Obecnie miejscowość zamieszkuje około 800 osób.
| SIMC       | Nazwa     | Rodzaj      |
| ---------- | --------- | ----------- |
| nie nadano | Kozłówka  | część wsi   |
| nie nadano | Podgórze  | część wsi   |
| 0497029    | Smolarnia | przysiółek  |
| nie nadano | Śródlesie | leśniczówka |
| nie nadano | Wilczury  | część wsi   |

## Nazwa
Nazwa miejscowości wywodzi się od słowa przechód – przejście, także późniejsza niemiecka Waldfurt – przejście leśne. Tak więc nazwa ma ścisły związek z położeniem miejscowości: nad rzeką Ścinawą Niemodlińską, w miejscu otoczonym największym w województwie opolskim kompleksem leśnym Borów Niemodlińskich.
Dawne nazwy wsi: Przechod (1306), Prechod (1333), Prschichod (1534), Przychod (1728), Psychod (1883), Waldfurt (1936). 12 listopada 1946 r. nadano miejscowości, wówczas administracyjnie należącej do powiatu prudnickiego, polską nazwę Przechód.
W gwarach prudnickich nazwa miejscowości występuje jako Przichōd (odmiana: jadã do Przichoda, ku Przichodzie; ôn/ôna je ze Przichoda).

## Historia

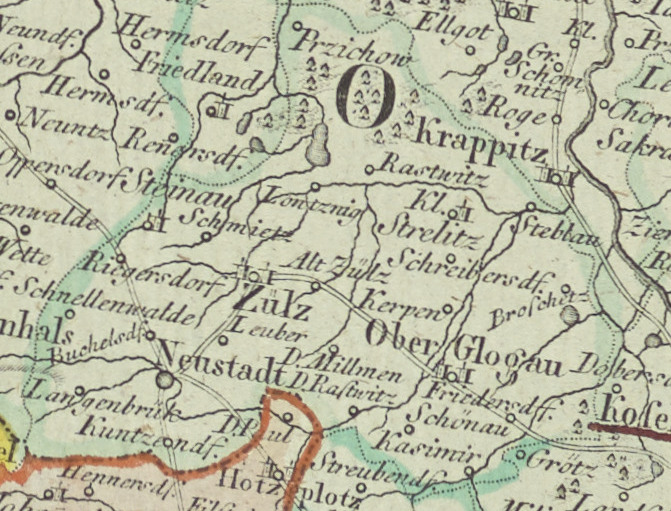
Przechód (Przichow) wśród miejscowości ziemi prudnickiej na mapie z 1804

W źródłach pisanych miejscowość wzmiankowana jest po raz pierwszy, w sporządzonym w latach 1303–1306, za czasów biskupa Henryka z Wierzbna, spisie uposażeń diecezji wrocławskiej w archidiakonacie opolskim, znanym jako Rejestr Ujazdu (łac. Registrum Wyasdense). W latach nieco późniejszych w jednym z dokumentów z 1333 roku, jako świadek występuje „Albert, pleban in Prechod”, o Przechodzie wspomina również „Die Rechnung...” – rejestr świętopietrza w archidiakonacie opolskim z 1447 roku. Historia wsi sięga jednak co najmniej początków XIII wieku, wiemy o tym z XVII-wiecznego przekazu podającego informację o budowie w miejscowości pierwszego kościoła w 1279 roku, zatem lokacja wsi musiała nastąpić w okresie nieco wcześniejszym. Budowy następnych drewnianych świątyń odnotowano kolejno w 1447 oraz 1518 roku a w 1779 zbudowano istniejący do dziś murowany kościół pod wezwaniem św. Jana Chrzciciela.
Przechód od początków swego istnienia był wsią kościelną, usytuowaną na granicy ziemi niemodlińskiej i prudnickiej, sąsiadując z lasami chrzelickimi od wschodniej strony.
Ludność wsi od średniowiecznych czasów trudniła się m.in. rolnictwem, hodowlą, wyrębem lasów oraz przemysłem leśnym, głównie wytwarzaniem smoły w procesie destylacji rozkładowej drewna, a także wytwarzaniem węgla drzewnego.
Społeczność w większości była polska. W praktykach religijnych panował język polski.

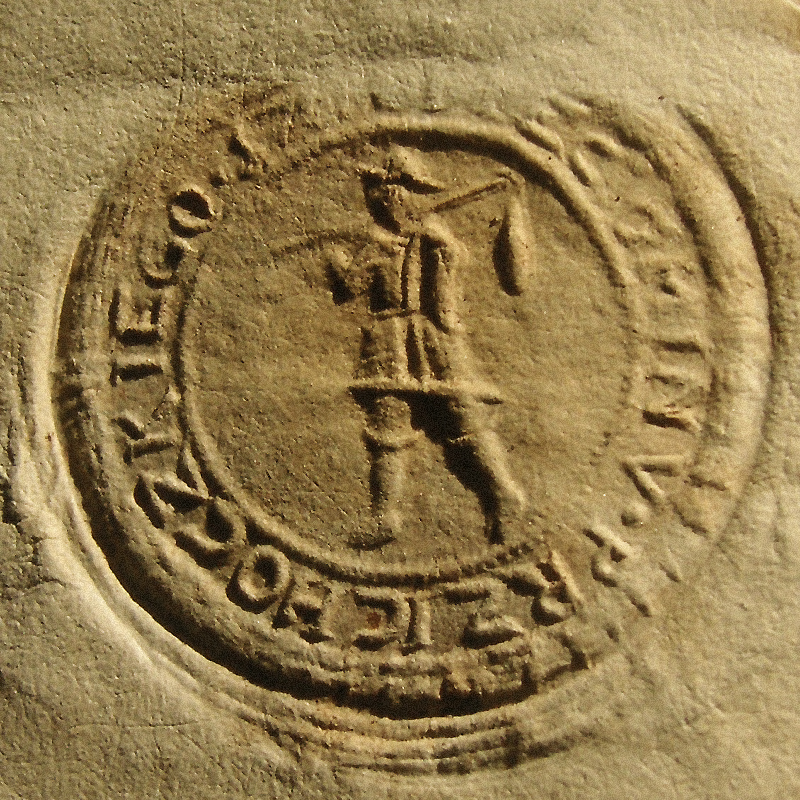
Pieczęć Przechodu (1722)

Do 1742 wieś należała do powiatu sądowego głogóweckiego w Monarchii Habsburgów. Po I wojnie śląskiej znalazła się w granicach Królestwa Prus i weszła w skład powiatu prudnickiego w prowincji Śląsk. W drugiej połowie wieku XVIII – kościelna wieś Przechód zostaje włączona w skład chrzelickich dóbr królewskich.
W 1784 roku w miejscowości działała szkoła początkowa, prowadzona przez miejscową parafię katolicką. W tym czasie wieś zamieszkiwało 26 chłopów pełnorolnych (kmiecie) oraz 10 chłopów małorolnych (zagrodnicy) i chałupników, w miejscowości funkcjonował także młyn.
Według danych z roku 1843 miejscowość zamieszkiwało 497 osób, zajmując 42 domy. Wieś nadal należała do dóbr chrzelickich. W tym czasie do istniejącej tu szkoły uczęszczały dzieci także z Borku i Ligoty Fyrlądzkiej (część obecnej Kuźnicy Ligockiej), dzieci uczone były przez dwóch nauczycieli. Wówczas we wsi znajdowały się: dwa młyny wodne, gospoda oraz królewska podleśniczówka. Było tu też czterech rzemieślników, dwóch handlarzy bydła i lnu. Duży wpływ na rozwój miejscowości w owym czasie, miały prowadzone prace melioracyjne, których wynikiem było nawodnienie znacznych obszarów w okolicach Przechodu wodami Ścinawy Niemodlińskiej. Wzrosła wtedy liczba mieszkańców, utrzymujących się z rolnictwa.
W 1861 roku wieś posiadała 5 budynków publicznych, 623 osób zajmowało 94 budynki mieszkalne. Były również budynki rzemieślnicze i wiele budynków gospodarczych. Miejscowość posiadała wtedy: dwa młyny, dwie kuźnie oraz agencję pocztową i dwie gospody. Wieś należała wtedy do rzymkowickiego obwodu urzędowego (gminy).

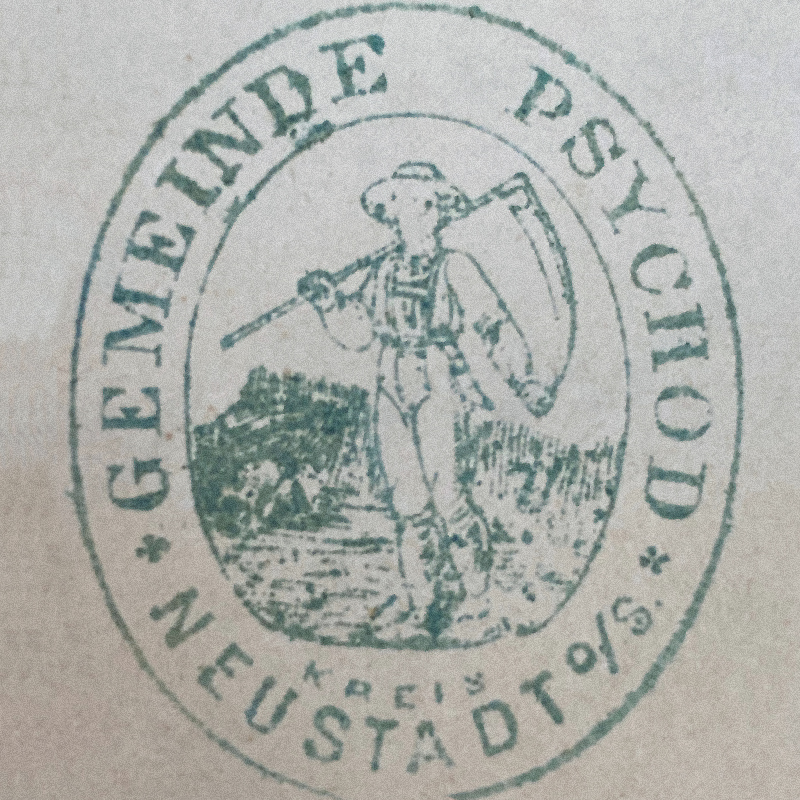
Pieczęć Przechodu (1910)

Wieś posiadała swoją własną pieczęć, która przedstawiała w polu chłopa z kosą na ramieniu skierowanego w prawo, za nim wysoka trawa, a w otoku napis: GEMEINDE PSYCHOD / KREIS NEUSTADT O/S. (pol. Gmina Przechód / Powiat Prudnicki, Górny Śląsk). Na przełomie XIX i XX wieku liczba ludności Przechodu nadal systematycznie rosła. W roku 1883 żyło tu 824 mieszkańców, a w roku 1910 już 1671. Według spisu ludności z 1 grudnia 1910, na 1666 mieszkańców Przechodu 171 posługiwało się językiem niemieckim, 1387 językiem polskim, a 108 było dwujęzycznych. W wyborach parlamentarnych w Republice Weimarskiej w 1919 najwięcej głosów w Przechodzie zdobyli chrześcijańscy demokraci.
W 1921 w zasięgu plebiscytu na Górnym Śląsku znalazła się tylko część powiatu prudnickiego. Przechód znalazł się po stronie wschodniej, w obszarze objętym plebiscytem, w obwodzie nr 9 powiatu prudnickiego. W okresie międzywojennym wzrost liczby mieszkańców został przyhamowany
z powodu emigracji zarobkowej.
W 1945 roku Przechód został zdobyty przez wojska 1 Frontu Ukraińskiego, w trakcie operacji opolskiej. Miejscowość była wyludniona, większość mieszkańców została ewakuowana lub uciekła. Od marca do maja 1945 powiat prudnicki znajdował się pod kontrolą radzieckiej komendantury wojskowej. 11 maja 1945 polska administracja przejęła władzę cywilną w powiecie prudnickim. Mieszkańcom Przechodu, posługującym się dialektem śląskim bądź znającym język polski, pozwolono pozostać we wsi po otrzymaniu polskiego obywatelstwa.
Do 1954 roku Przechód należał do powiatu prudnickiego. W związku z reformą administracyjną, w 1954 Przechód został odłączony od powiatu prudnickiego i przyłączony do niemodlińskiego.
W 1995 gmina Korfantów przeprowadziła wśród mieszkańców ankietę dotyczącą przynależności administracyjnej w obliczu nadchodzącej reformy. Mieszkańcy Przechodu opowiedzieli się za przynależnością do powiatu prudnickiego. Wieś ucierpiała podczas powodzi we wrześniu 2024.

### Przynależność państwowa i administracyjna
| Okres     |                                                                                | Państwo                           | Zwierzchnictwo                    | Jednostka administracyjna                                                |
| --------- | ------------------------------------------------------------------------------ | --------------------------------- | --------------------------------- | ------------------------------------------------------------------------ |
| 1306–1313 |                                                                                | Księstwo opolskie                 | Księstwo opolskie                 |                                                                          |
| 1313–1382 |                                                                                | Księstwo niemodlińskie            | Księstwo niemodlińskie            |                                                                          |
| 1382–1424 |                                                                                | Księstwo niemodlińsko-strzeleckie | Księstwo niemodlińsko-strzeleckie |                                                                          |
| 1424–1460 |                                                                                | Księstwo głogówecko-prudnickie    | Księstwo głogówecko-prudnickie    |                                                                          |
| 1460–1521 |                                                                                | Księstwo opolskie                 | Księstwo opolskie                 |                                                                          |
| 1521–1532 |                                                                                | Księstwo opolsko-raciborskie      | Księstwo opolsko-raciborskie      | księstwo opolskie                                                        |
| 1532–1742 | Monarchia Habsburgów                                                           | Monarchia Habsburgów              | Święte Cesarstwo Rzymskie         | księstwo opolsko-raciborskie, powiat sądowy głogówecki                   |
| 1742–1806 |                                                                                | Królestwo Prus                    | Święte Cesarstwo Rzymskie         | kamera wrocławska, departament wrocławski, powiat prudnicki              |
| 1806–1815 |                                                                                | Królestwo Prus                    | Królestwo Prus                    | kamera wrocławska, departament wrocławski, powiat prudnicki              |
| 1815–1871 | prowincja Śląsk, rejencja opolska, powiat prudnicki                            | Królestwo Prus                    | Królestwo Prus                    |                                                                          |
| 1871–1918 | Cesarstwo Niemieckie                                                           | Cesarstwo Niemieckie              | Cesarstwo Niemieckie              | Królestwo Prus, prowincja Śląsk, rejencja opolska, powiat prudnicki      |
| 1918–1919 |                                                                                | Republika Weimarska               | Republika Weimarska               | Wolne Państwo Prusy, prowincja Śląsk, rejencja opolska, powiat prudnicki |
| 1919–1933 | Wolne Państwo Prusy, prowincja Górny Śląsk, rejencja opolska, powiat prudnicki | Republika Weimarska               | Republika Weimarska               |                                                                          |
| 1933–1938 | Wolne Państwo Prusy, prowincja Górny Śląsk, rejencja opolska, powiat prudnicki | III Rzesza                        | III Rzesza                        | III Rzesza                                                               |
| 1938–1941 | Wolne Państwo Prusy, prowincja Śląsk, rejencja opolska, powiat prudnicki       | III Rzesza                        | III Rzesza                        | III Rzesza                                                               |
| 1941–1945 | Wolne Państwo Prusy, prowincja Górny Śląsk, rejencja opolska, powiat prudnicki | III Rzesza                        | III Rzesza                        | III Rzesza                                                               |
| 1945–1946 |                                                                                | Rzeczpospolita Polska             | Rzeczpospolita Polska             | Okręg I (Śląsk Opolski)                                                  |
| 1946–1950 | województwo śląskie, powiat prudnicki, gmina Łącznik                           | Rzeczpospolita Polska             | Rzeczpospolita Polska             |                                                                          |
| 1950–1952 | województwo opolskie, powiat prudnicki, gmina Łącznik                          | Rzeczpospolita Polska             | Rzeczpospolita Polska             |                                                                          |
| 1952–1954 | województwo opolskie, powiat prudnicki, gmina Łącznik                          |                                   | Polska Rzeczpospolita Ludowa      | Polska Rzeczpospolita Ludowa                                             |
| 1954–1973 | województwo opolskie, powiat niemodliński, gromada Przechód                    |                                   | Polska Rzeczpospolita Ludowa      | Polska Rzeczpospolita Ludowa                                             |
| 1973–1975 | województwo opolskie, powiat niemodliński, gmina Korfantów                     |                                   | Polska Rzeczpospolita Ludowa      | Polska Rzeczpospolita Ludowa                                             |
| 1975–1989 | województwo opolskie, gmina Korfantów                                          |                                   | Polska Rzeczpospolita Ludowa      | Polska Rzeczpospolita Ludowa                                             |
| 1989–1998 | województwo opolskie, gmina Korfantów                                          | Polska                            | Rzeczpospolita Polska             | Rzeczpospolita Polska                                                    |
| od 1999   | województwo opolskie, powiat nyski, gmina Korfantów                            | Polska                            | Rzeczpospolita Polska             | Rzeczpospolita Polska                                                    |

## Zabytki

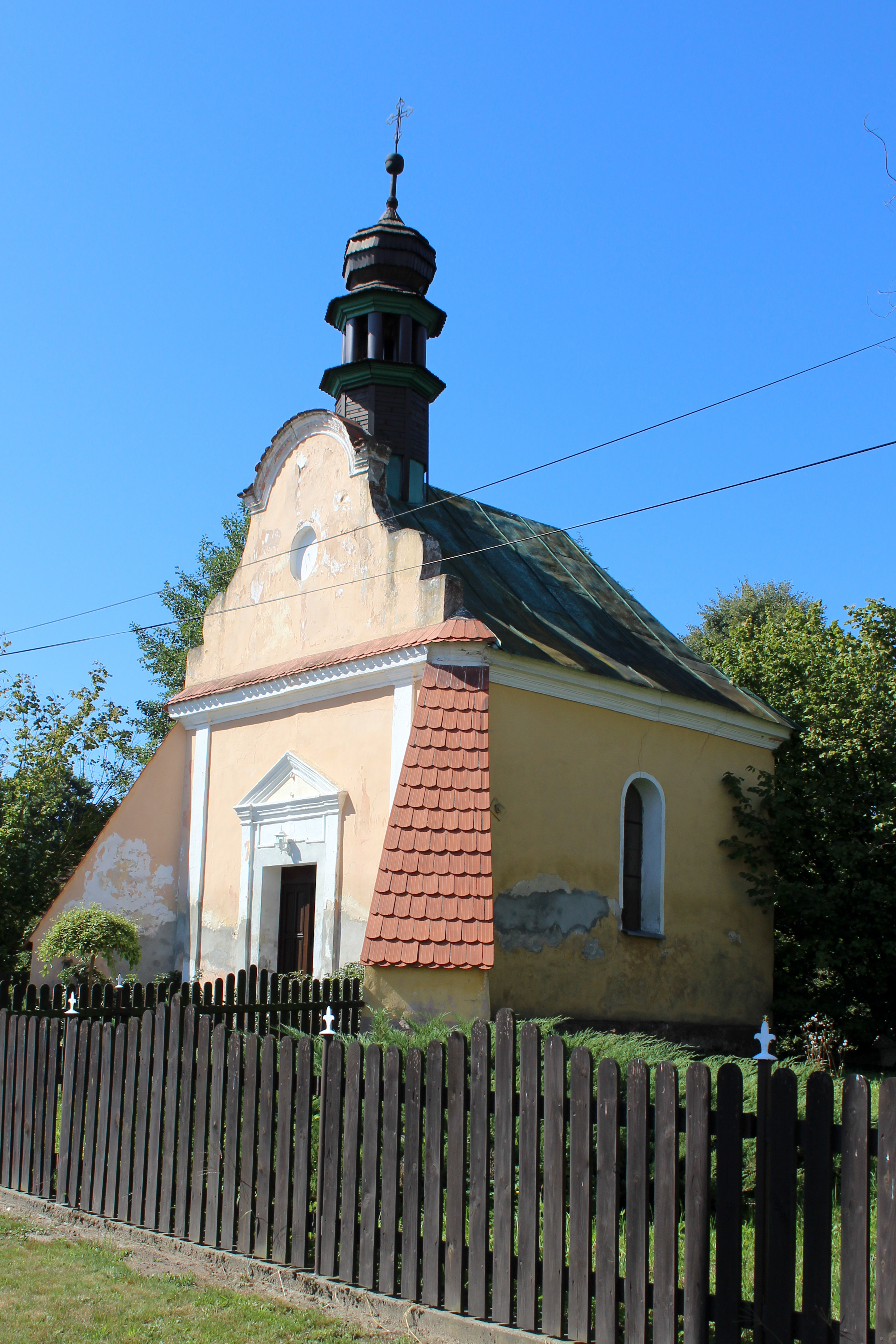
Kaplica

Do wojewódzkiego rejestru zabytków wpisane są:
- kościół par. pw. św. Jana Chrzciciela, z 1793 r.
- ogrodzenie z bramą,
- plebania, z poł. XVIII w., 1864 r.
- kaplica, z końca XVIII w.

## Kultura
W 2011 Przechód zajął 1. miejsce w kategorii „najpiękniejsza wieś” konkursu „Piękna Wieś Opolska” organizowanego przez Urząd Marszałkowski Województwa Opolskiego.

## Sport
Na Ścinawie Niemodlińskiej w Przechodzie corocznie odbywa się Międzynarodowy Turniej Piłki Prądowej Wasserball. Zawody organizowane są przez jednostkę ochotniczej straży pożarnej w Przechodzie.

## Turystyka
Oddział PTTK „Sudetów Wschodnich” w Prudniku ustanowił turystyczną Odznakę Krajoznawczą Ziemi Prudnickiej, którą zdobywa się poprzez zwiedzenie odpowiedniej liczby obiektów w miejscowościach położonych na ziemi prudnickiej, w tym w Przechodzie.